# Kolonialgesellschaft
Kolonialgesellschaften (auch Kolonisationsgesellschaften) waren Gesellschaften sehr verschiedener Bestimmung und Rechtsformen. Mit Ausnahme von Typ 1 ging es dabei um deutschen Kolonialismus.
Nach der Bestimmung fasst man folgende Gesellschaftstypen zusammen:
1. Organisationen für die Kolonisierung und Regierung ganzer Gebiete
2. Gesellschaften für Auswanderung und Überführung von Menschen nach fremden Ländern
3. Gesellschaften für agitatorische Zwecke
4. Gesellschaften für den Betrieb verschiedener wirtschaftlicher Unternehmungen in Kolonien, meist als private Kapitalgesellschaft organisiert.

## Organisationen zur Kolonisation
Den Typ 1 repräsentieren die Handelskompanien, wie die Britische Ostindienkompanie, die Hudson’s Bay Company, die französische Compagnie de la Nouvelle France, die Russländisch-Amerikanische Kompagnie oder die Holländische Ostindienkompanie, die jahrhundertelang die Kolonialpolitik ihrer Heimatländer wirtschaftlich realisiert haben, siehe auch Ostindienkompanie. Sie zeichneten sich dadurch aus, dass sie nicht nur Kapitalgesellschaften waren, sondern – wie die Kongo-, Benadir- oder Britische Südafrika-Gesellschaft – teilweise hoheitliche Rechte ausübten (in Mosambik bis 1947). 1894 wurde in Brüssel ein Internationales Kolonialinstitut zur Förderung der kolonialen Interessen der großen Kolonialmächte gegründet. Ein weniger bekanntes Beispiel aus Deutschland ist die Deutsche Witu-Gesellschaft.

## Gesellschaften zur Emigration
Gesellschaften des Typs 2 waren in Deutschland zahlreich. Dazu zählten der Verein zum Schutz der deutschen Einwanderer in Texas (1840er Jahre), die Gießener Auswanderungsgesellschaft, der Colonisations-Verein von 1849 in Hamburg, dessen Fortsetzung als Hanseatische Kolonisations-Gesellschaft oder die Südamerikanische Kolonisations-Gesellschaft. Im weiteren Sinne gehört auch die American Colonization Society zu diesem Typ, da sie die Ansiedlung von Afroamerikanern in Afrika anstrebte.

## Gesellschaften zur Agitation
Vertreter des Typs 3 waren in Deutschland die Deutsche Kolonialgesellschaft, der Centralverein für Handelsgeographie und Förderung deutscher Interessen im Auslande (mit regionalen Untergliederungen), der Westdeutsche Verein für Colonisation und Export, die beiden Afrikavereine der Kirchen, die Nachtigal-Gesellschaft, der Alldeutsche Verband und später der Reichskolonialbund. In Großbritannien bestanden das Imperial Institute und das Colonial Institute, in Frankreich die Alliance française und das Comité de l’Afrique française und in Belgien die Association Internationale Africaine. Auch in Polen, das keine völkerrechtlichen Kolonien hatte, gab es einen entsprechenden See- und Kolonialbund.

## Gesellschaften der Privatwirtschaft
Zum Typ 4 zählten u. a. deutsche Kapitalgesellschaften („Kolonialgesellschaft“ nach dem Schutzgebietsgesetz), nachdem das Konzept der Gesellschaftsschutzgebiete gescheitert war. Hierzu zählten die Deutsch-Ostafrikanische Gesellschaft, die Rheinische Handeï-Plantagen-Gesellschaft, die Deutsche Handels- und Plantagen-Gesellschaft, die Otavi Minen- und Eisenbahn-Gesellschaft, die Süd-Kamerun-Gesellschaft, die Astrolabe- und Neuguinea-Compagnie die Jaluit-Gesellschaft sowie die Deutsche Kolonialgesellschaft für Südwestafrika oder die Deutsche Togogesellschaft. Zu Beginn des 20. Jahrhunderts zählte man etwa 50 solcher Gesellschaften in den deutschen Kolonien, deren Anteile teils noch in den ersten Jahren der Bundesrepublik börslich gehandelt wurden.
Auch außerhalb der Schutzgebiete gab es deutsche Kolonialgesellschaften, etwa die Deutsche Pondoland-Gesellschaft, die im heutigen Südafrika aktiv war. Umgekehrt bestanden innerhalb der deutschen Kolonien Gesellschaften nach ausländischem Recht, etwa die South West Africa Company in Deutsch-Südwestafrika. Das Unternehmen Joh. Berenberg, Gossler & Co. gründete die Kolonialgesellschaft Chocolá-Plantagen-Gesellschaft in Hamburg. Zweck dieser Gesellschaft war der Erwerb und Betrieb von Plantagen in Guatemala. (Siehe dazu Geschichte der Berenberg Bank).